# Wojciech Smarzowski
Wojciech Smarzowski, a volte citato come Wojtek Smarzowski (Korczyna, 18 gennaio 1963), è un regista e sceneggiatore polacco.

## Biografia
Smarzowski ha studiato cinema all'Università Jagellonica e alla Scuola nazionale di cinema, televisione e teatro di Łódź (1990).
Inizia la sua carriera cinematografica come operatore di videocamera.
Il suo film del 2004, Wesele (da non confondere con l'omonimo film di Andrzej Wajda) ha ottenuto una menzione speciale della giuria al Festival internazionale del cinema di Karlovy Vary nel 2005. 
Il film Róża ha vinto ai Polish Film Awards in sette categorie nel 2011 nonché il Grand Prix al Festival internazionale del cinema di Varsavia del 2011. 
Il film Drogówka (2013) racconta la storia di sette poliziotti di Varsavia: colleghi e buoni amici le cui vite cambiano dopo che uno di loro muore in circostanze misteriose. Ha partecipato alla sezione principale del concorso del Festival cinematografico internazionale di Mosca 2013.
Nel 2016 esce il film Wołyń, ambientato durante la seconda guerra mondiale, riguardante i massacri di polacchi in Volinia, provocati dai nazionalisti ucraini.
Il film Clergy (Kler, 2018) è stato un enorme successo al botteghino in Polonia diventando il film più visto in Polonia dal 1989; in tre settimane era stato visto da 3 milioni e mezzo di persone, circa il 10% della popolazione polacca. Il film mostra alcuni casi scandalosi del clero polacco ed è stato descritto da Anne Applebaum nel Washington Post come "un film doloroso e lancinante che condanna la Chiesa cattolica polacca come corrotta e ipocrita".

## Filmografia
- Sezon na leszcza (2000) - solo sceneggiatura
- Wesele (2004) - regia e sceneggiatura
- Dom zły (2009) - regia e sceneggiatura
- Róża (2011) - solo regia
- Drogówka (2013) - regia e sceneggiatura
- Pod Mocnym Aniołem (2014) - regia e sceneggiatura
- Wołyń (2016) - regia e sceneggiatura
- Kler (2018) - regia e sceneggiatura
- Wesele (2021) - regia e sceneggiatura